# Culte du prince Philip

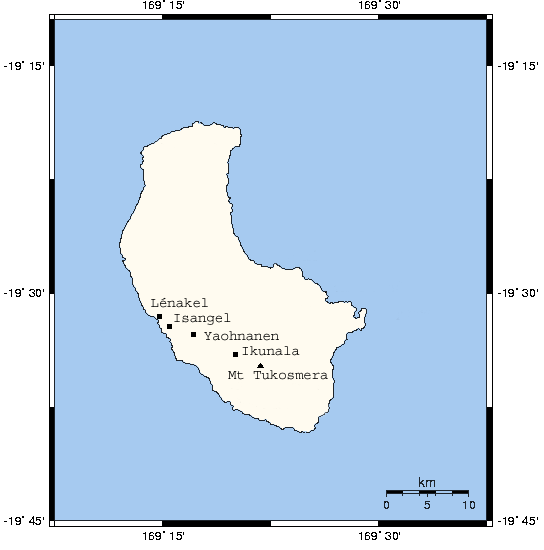
Carte de situation des lieux mentionnés dans l'article, sur l'île de Tanna (Vanuatu).

Le culte du prince Philip est une variante du mouvement John Frum, localisée dans quelques villages du sud-ouest de l'île de Tanna au Vanuatu, notamment Yaohnanen et Ikunala. Les pratiquants du culte révèrent comme une divinité le prince Philip, duc d'Édimbourg, époux de la reine Élisabeth II.
Il serait né dans les années 1970, après la visite du prince au Vanuatu en 1974, alors colonie franco-britannique.

## Le mythe fondateur
Dans sa thèse soutenue en 1985, le géographe Joël Bonnemaison fournit une description sommaire du mythe fondateur du culte, dans lequel il voit une « dérive » du culte John Frum. Selon lui, cette croyance est apparue localement dans un ou plusieurs groupes localisés dans quelques villages du sud-ouest de l'île de Tanna (les plus élevés sur les pentes du mont Tukosmera). Pour leurs habitants, John Frum se confond avec le « dieu noir de Tanna », Karapanenum. Celui-ci a quitté l'île pendant la Seconde Guerre mondiale sur un bateau américain. Déguisé en blanc, il a participé à une compétition organisée par la reine Élisabeth II. Celle-ci, à la recherche d'un mari, avait invité tous les « big men » de la planète à s'affronter lors une série d'épreuves. Ses pouvoirs magiques lui ont permis de triompher de ce défi et de devenir le prince consort du Royaume-Uni.

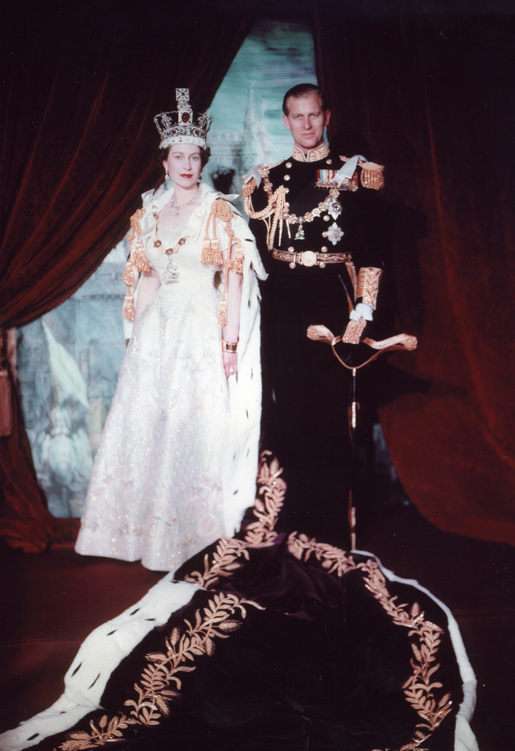
Le prince Philip au côté de la reine Élisabeth II, en 1953.

La croyance en un prince Philip natif de Tanna et déguisé en blanc a également été relevée en 1991 par le professeur en sciences politiques William F. S. Miles.
Interrogé en 2010 par une journaliste, l'anthropologue Kirk Huffman fournit une autre version du mythe. Dans celle-ci, deux esprits sont autrefois sortis du cratère du volcan Yasur : le dieu noir a fondé les tribus de Tanna, le dieu blanc a fondé la race blanche. Lors de la visite royale de la reine aux Nouvelles-Hébrides, en 1974, un villageois a reconnu en la personne du prince consort l'esprit blanc parti depuis longtemps de l'île. Kirk Huffman souligne également que, pour lui, il serait inapproprié de rattacher le culte du prince Philip aux cultes du cargo : il s'agit d'abord d'un mouvement visionnaire, voire messianique ; à l'appui de cette thèse, il retrouve une description des attentes des villageois qu'il avait rédigée en 1979 à l'attention des autorités britanniques :

« Dès qu'il débarquera sur l'île, les plants de kava germeront de partout ; les vieux abandonneront leurs peaux comme des serpents et seront de nouveau jeunes ; il n'y aura plus de maladies et plus de mort… chaque homme pourra coucher avec toute femme à sa convenance. »

Marc Tabani apporte quelques précisions sur l'installation du Prince Philip muvmen (qu'il désigne ainsi sous son nom en bichelamar). Il la décrit comme une péripétie d'une période de fragmentation générale des doctrines John Frum, intervenue dans les années 1960 à 1980. Plus attachés encore que les groupes de Green Point dont ils se séparent à se distancier des traits de civilisation coloniaux, les Prince Philip décident à cette époque d'abandonner leurs vêtements à l'occidentale et retournent au port de l'étui pénien pour les hommes et de la jupe en feuille pour les femmes.
Il paraît vraisemblable que le mythe soit apparu consécutivement à la visite du couple royal britannique aux Nouvelles-Hébrides en 1974,. Si on en croit le Daily Mail, le chef Jack Naiva (décédé en 2008) aurait rapporté à un de ses journalistes  avoir été un des indigènes pagayant pour accueillir la famille royale, et avoir à cette occasion reconnu en le prince Philip, vêtu de son uniforme blanc, un « Messie ». En effet, les habitants de Tanna attendaient depuis longtemps le retour du fils de Magik Tikki, dieu du volcan, à qui le prince est donc assimilé par certains anciens de l'île dès cette époque.

## Les réactions du palais de Buckingham
Joël Bonnemaison ajoute que le prince Philip, informé de l'existence du culte, a envoyé en septembre 1978 aux habitants du village de Yaohnanen quelques cadeaux : une photo dédicacée et des pipes en terre, reçues avec plaisir. L'affirmation est corroborée par les témoignages des deux derniers commissaires résidents britanniques aux Nouvelles-Hébrides (l'ancien nom du Vanuatu). John S. Champion, en poste de 1975 à 1978, confirme avoir personnellement porté une photo du duc d'Édimbourg. Son successeur, Andrew Stuart, en poste de 1978 à l'indépendance (1980), apporte quelques précisions : il fournit le nom du destinataire de la photo (le chef Kalpapung) et de son village (Yaohnanen, aussi orthographié Ionhanen). Il raconte surtout les développements ultérieurs : en remerciement du cadeau reçu, les villageois ont adressé au prince Philip un nalnal, c'est-à-dire une canne utilisée pour tuer les cochons ; ils ont ensuite fait savoir leur désir de recevoir une photo du prince portant cette canne. Ils seront exaucés et Andrew Stuart se déplacera à son tour à Yaohnanen pour combler leur vœu.
Cet empressement ne peut être complètement dissocié du contexte politique de l'indépendance : Joël Bonnemaison signale que, contrairement aux autres John Frum, les zélateurs du prince Philip n'ont pas soutenu les Modérés dans leur opposition au Vanua'aku Pati, ni la revendication d'indépendance pour le Taféa. L'ancien commissaire résident Andrew Stuart est plus disert : il cite un document de travail de la résidence française, qui vilipende la « façon dont les Britanniques jouent politiquement de la crédulité des coutumiers de Tanna » et ne dément que mollement, défendant qu'avec du recul il ne regrette pas d'avoir agi pour limiter la violence à Tanna et en protéger les habitants de ce secteur de l'île.
Aussi, la chancellerie britannique, soucieuse de voir perdurer l'influence du Royaume-Uni dans la région, envoie chaque année des cartes postales de Windsor à Tanna.

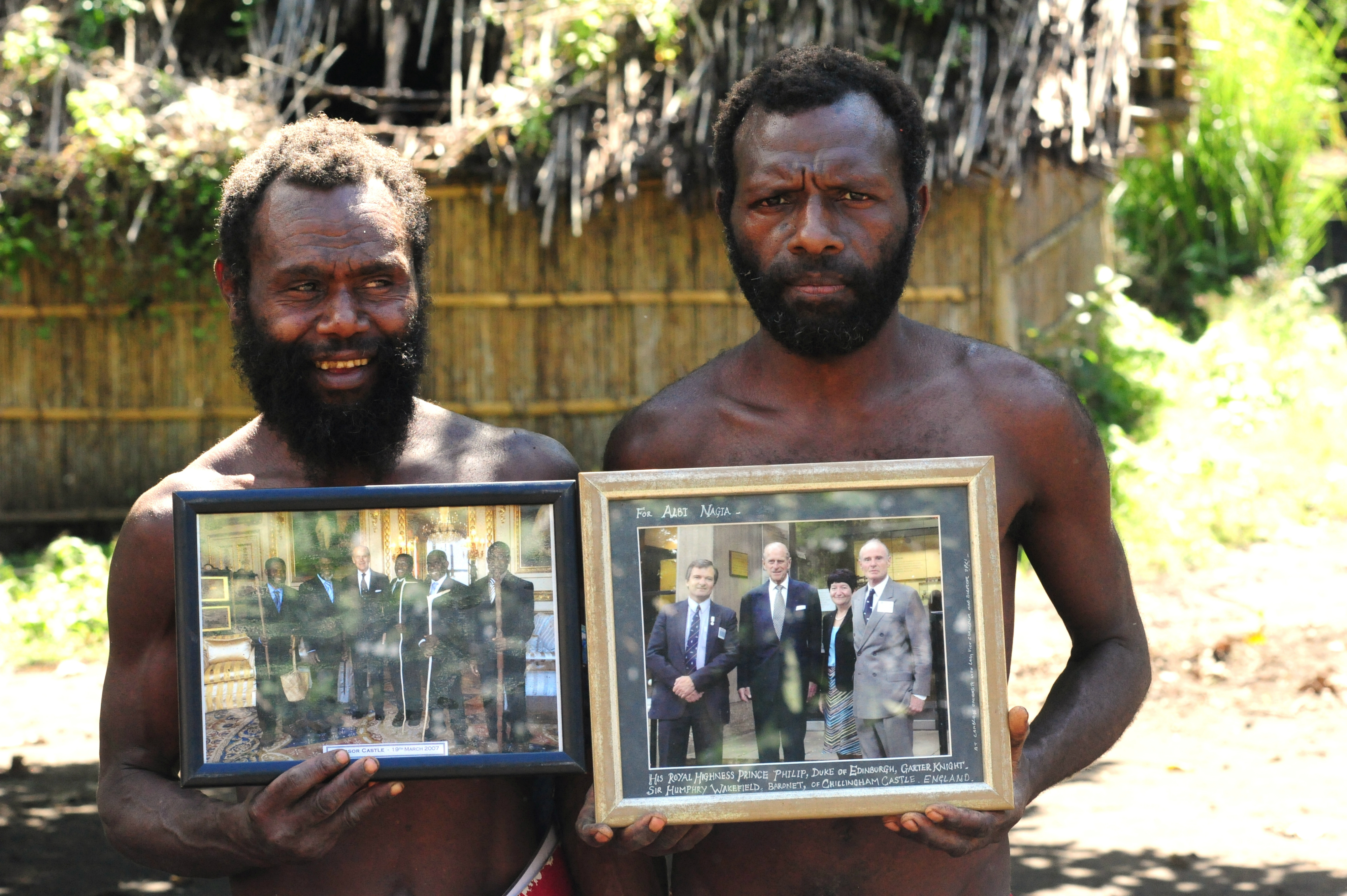
Deux habitants de Tanna montrant des photos de leur rencontre avec le prince Philip, en 2007.

Une troisième photo dédicacée a été acheminée aux villageois aux alentours de l'an 2000.
Le prince Philip a reçu en 2007 cinq habitants du village d'Ikunala au château de Windsor.
Dans une réponse au journaliste Amos Roberts rédigée en 2010, le palais de Buckingham effectue la mise au point suivante : « L'échange de photographies, ainsi que la réception de quelques villageois au château de Windsor, doivent être interprétés comme des gestes amicaux, rien de plus ».

## Le culte du prince Philip et la société du spectacle
Dès sa découverte à la fin des années 1970, le culte du prince Philip avait attiré l'attention des médias internationaux, à en croire le témoignage postérieur du résident général Andrew Stuart (ainsi, un journaliste de la BBC avait demandé à l'accompagner à Yaohnanen lors de sa visite de 1980).
Une nouvelle vague d'intérêt pour cette religion exotique se manifeste dans la deuxième moitié des années 2000. Le culte du prince Philip devient une curiosité touristique répertoriée dans les guides, ouverte au visiteur contre rétribution (1500 vatus en 2004). Les villageois sont invités à participer à des émissions de télé-réalité : la chaîne britannique Channel 4 invite cinq villageois d'Ikunala à un voyage d'étude ethnographique au Royaume-Uni, qui culmine avec leur réception par le prince Philip lui-même au château de Windsor ; la chaîne espagnole Cuatro envoie en 2010 la famille Moreno Noguera au sein de la « tribu des Nakulamené ».

## Après la mort du prince Philip
En avril 2021, après la mort du prince Philip, les chefs des villages de Yaohnanen (en) et Yakel se réunissent en sa mémoire. Un autel votif est dressé avec des bougies, des offrandes et des cartes postales honorant la monarchie britannique et des cérémonies rituelles ont lieu pendant cent jours. La majorité des adorateurs de l'ancien duc d'Édimbourg souhaite que son fils Charles prenne sa place dans le culte,. Le chef Jack Malia déclare ainsi : « La relation que nous avions avec la famille royale va perdurer ».
À l'occasion du couronnement de Charles III, le 6 mai 2023, les habitants de l'île organisent un banquet accompagné de danses et de chants. Le haut-commissaire du Royaume-Uni au Vanuatu, Michael Watters, assiste aux célébrations dans les villages de Yaohnanen et Yakel, apportant en cadeau un portrait encadré du monarque,,.

## Lectures complémentaires
- Philippe Delorme, « Tanna », dans Philippe d'Édimbourg : Une vie au service de Sa Majesté, Paris, Tallandier, coll. « Texto », 2020, 320 p. (ISBN 979-10-210-4618-4), p. 207-226.